# 12676 Dianemerline
12676 Dianemerline è un asteroide della fascia principale. Scoperto nel 1981, presenta un'orbita caratterizzata da un semiasse maggiore pari a 2,8909589 au e da un'eccentricità di 0,1767347, inclinata di 11,67225° rispetto all'eclittica.